# Rarities (álbum de Ane Brun)
Rarities es el séptimo álbum de estudio de la cantante noruega Ane Brun, publicado en octubre de 2013. Cuenta con la presencia de artistas invitados como Vince Clarke, Linnea Olsson, Fleshquartet y Club Killers.

## Lista de temas
Edición en CD e Internet
| Rarities |                                     |                  |          |  |
| N.º      | Título                              | Escritor(es)     | Duración |  |
| 1.       | «All My Tears»                      |                  | 2:04     |  |
| 2.       | «Halo» (ft. Linnea Olsson)          |                  | 3:52     |  |
| 3.       | «Daring To Love»                    |                  | 4:59     |  |
| 4.       | «From Me To You»                    | Lennon/McCartney | 1:57     |  |
| 5.       | «Tragedy»                           |                  | 2:55     |  |
| 6.       | «Ain't No Cure For Love»            | Leonard Cohen    | 4:33     |  |
| 7.       | «Orphan Girl»                       | Gillian Welch    | 2:21     |  |
| 8.       | «1 Thing»                           |                  | 3:03     |  |
| 9.       | «If I Had A Ribbon Bow»             |                  | 2:54     |  |
| 10.      | «It's Alright (Baby's Coming Back)» | Lennox/Stewart   | 2:50     |  |
| 11.      | «Oh, Love» (Piano version)          |                  | 3:59     |  |

| Disco dos |                                             |                         |          |  |
| N.º       | Título                                      | Escritor(es)            | Duración |  |
| 1.        | «The Opening» (ft. Fleshquartet)            |                         | 3:23     |  |
| 2.        | «Jóga (Live At The Polar Music Prize 2010)» | Björk/Sjón              | 4:59     |  |
| 3.        | «Falling Down»                              |                         | 2:54     |  |
| 4.        | «Virvelvind»                                |                         | 3:40     |  |
| 5.        | «Fly on the Windscreen» (ft. Vince Clarke)  | Martin Gore             | 4:27     |  |
| 6.        | «Humming One Of Your Songs 2013»            |                         | 4:01     |  |
| 7.        | «Crawfish» (ft. Club Killers)               | (Ben Weisman/Fred Wise) | 5:14     |  |
| 8.        | «Petrified Forest Road»                     |                         | 2:10     |  |
| 9.        | «She Belongs To Me»                         |                         | 4:45     |  |